# 上海松江站站
上海松江站站位于中华人民共和国上海市松江区永丰街道上海松江站附近，为地下一层岛式站台，于2012年12月30日开通，原名松江南站站，于2024年9月21日改为现名。2024年12月26日起，车站实现国铁转乘地铁的单向免安检。

## 车站構造

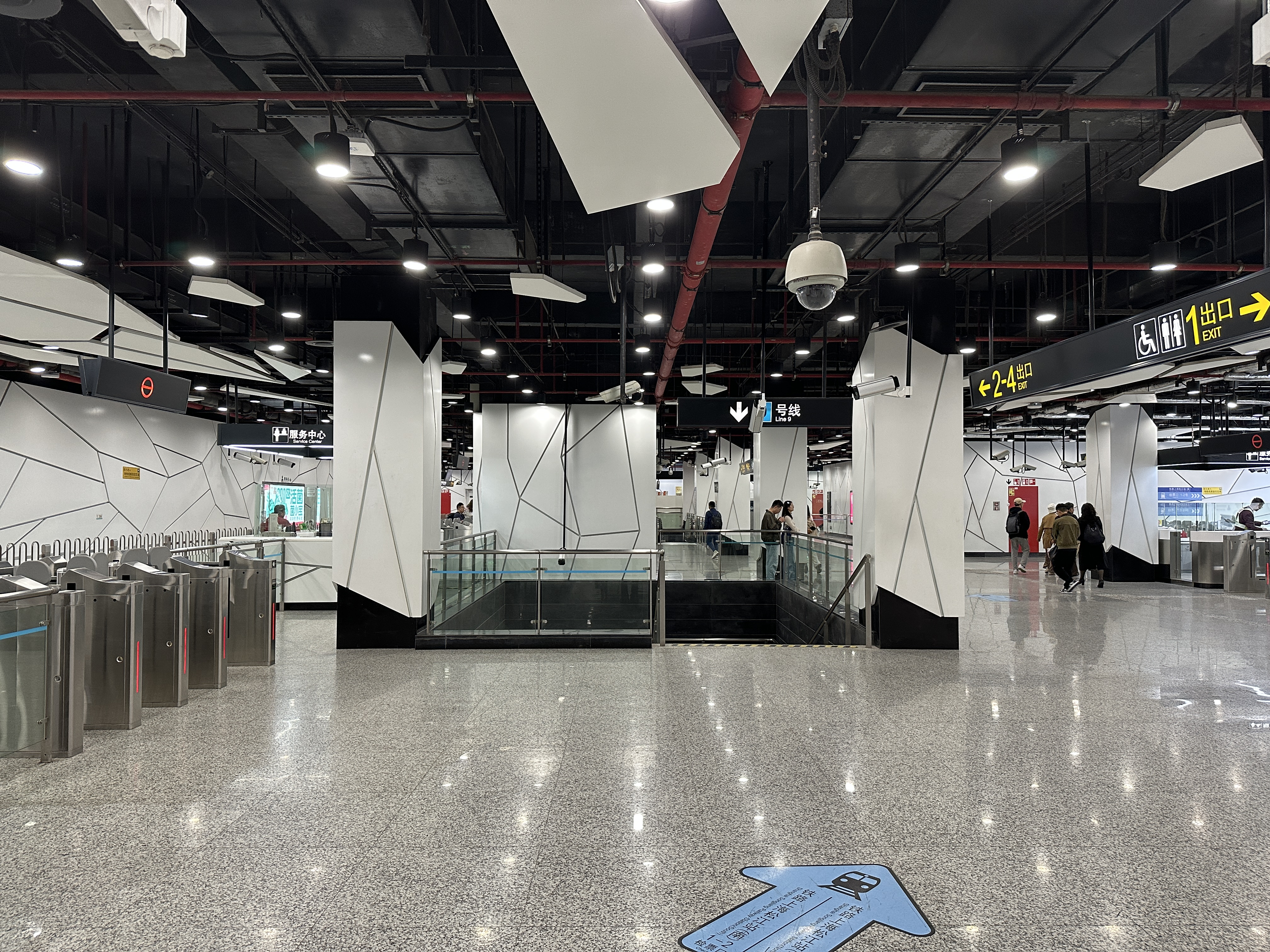
站厅

島式站台1面2線地下車站。

### 楼层分布
| 地面层   | 站厅及出入口       | 1-4出入口、票务服务、自动售票机、人工服务台 |  |  |
| 地下一层 |                    | █ 9号线 终点站 落客站台                     |  |  |
|          | 岛式站台，左侧开门 |                                             |  |  |
|          |                    | █ 9号线 往曹路（醉白池）                    |  |  |

## 車站出口
上海松江站共有4个出入口，其中4号出入口为铁路免安检换乘入口，各出入口如下所示：
| 出口编号 | 出口指示       | 照片 |
| -------- | -------------- | ---- |
| 1 · 出口 | 松礼路         |      |
| 2 · 出口 | 松礼路         |      |
| 3 · 出口 | 铁路上海松江站 |      |
| 4 · 出口 | 铁路上海松江站 |      |

## 车站周边
- 上海松江站

## 图集
- 俯瞰原松江南站站站房
- 原松江南站站站房
- 原松江南站站站台大字壁
- 原松江南站站站台